# Botín de guerra (película)
Botín de guerra es una película documental argentina dirigida por David Blaustein. Fue estrenada el 20 de abril de 2000.

## Sinopsis
El documental relata la lucha y la tarea de las Abuelas de Plaza de Mayo para buscar, encontrar y contener a los niños secuestrados-detenidos durante la dictadura cívico-militar argentina llamada Proceso de Reorganización Nacional (1976-1983).
La película incluye el tema "Sin cadenas”, de Los Pericos, como cierre del film interpretado por el Bahiano, Gustavo Cerati, Ciro Pertusi (Attaque 77), Gustavo Cordera (Bersuit Vergarabat) y Pedro Aznar.